# IT Times
IT Times（資訊科技周刊）是到目前為止香港歷史最悠久的資訊科技刊物，每星期三隨香港經濟日報免費附送。
IT Times 大約創辦於八十年代末九十年初，日期已不可考。由於當時資訊科技行業開始高速發展，經濟日報即創辦該刊物以順應潮流。在早期，該刊物是作為經濟日報的IT內容專頁，報道綜合性 IT 新聞。由於在九十年代末，經濟日報創辦消費性科技刊物E-zone，IT Times 開始專注主要報道企業IT新聞，包括產品·科技·業界人物的消息，曾訪問過CA（页面存档备份，存于）、Cisco、EMC、Hewlett-Packard、IBM、Microsoft、Oracle、Symantec、Veritas（页面存档备份，存于）、VMware等跨國IT公司的高級管理層。而前 Microsoft 主席兼行政總裁Bill Gates亦曾在 IT Times 刊登文章。
在2000年左右的互聯網熱潮高峰時期， IT Times 一期內容曾高達32頁，吸納大量廣告收入。但在2010年中，由於經濟日報管理層認為該刊物已失去增加收入的作用，因此將其於2010年7月14日第1111期停刊。

## 外部連結
- 《香港經濟日報（页面存档备份，存于）》網站